# Región de las Sabanas
La región de las Sabanas (francés: Région des Savanes) es la región más septentrional de Togo; su capital es Dapaong.
La región está formada por una vegetación de sabanas de excepcional llanura, entremezclada curiosamente con montes verdes y rocas: es el dominio por excelencia de las palmeras y de la ganadería bovina. Las casas conservan frecuentemente la tradicional forma de las chozas redondas.
La región es rica en tesoros históricos y culturales, tales como las pinturas rupestres de Namoudjoga o las cuevas de Nano.

## Localización
La región tiene los siguientes límites:
| Noroeste: Alta Oriental, Ghana | Norte: Centro-Este, Burkina Faso | Noreste: Este, Burkina Faso |
| Oeste: Norte, Ghana            |                                  | Este: Atakora, Benín        |
| Suroeste: Norte, Ghana         | Sur: Región de la Kara           | Sureste: Región de la Kara  |

## Población
La región está esencialmente poblada por Moba-Gurma, los más numerosos, y por Tchokossi. 
Los mobas son esencialmente cultivadores y cazadores, se encuentran sobre todo en la zona de Dapaong. 
Los anufos, o « Tchokossi » según sus vecinos, (originarios de la Costa de Marfil) se han instalado en la zona de Mango a base de conquistas y de saber hacer. Se encuentran también en el norte de Ghana y Benín. Los Tchokossi son originarios de Costa de Marfil; pueblo islamizado y cristianizado, poseen una larga historia, mencionada luego del año 1129 de la hégira, una fracción importante, acompañada de vecinos de otras etnias (Morofwe, Djimini, Koulango, Malinké y Abron) de Kong, de Bondoukou y de Bouna, conducida por los príncipes Nabiéman (Bomo) y Nassoma, partió de Mango-Toula (país Anno) refugiándose en Sassané-Mango (territorio de Mango) al norte de Togo.

## Subdivisiones administrativas

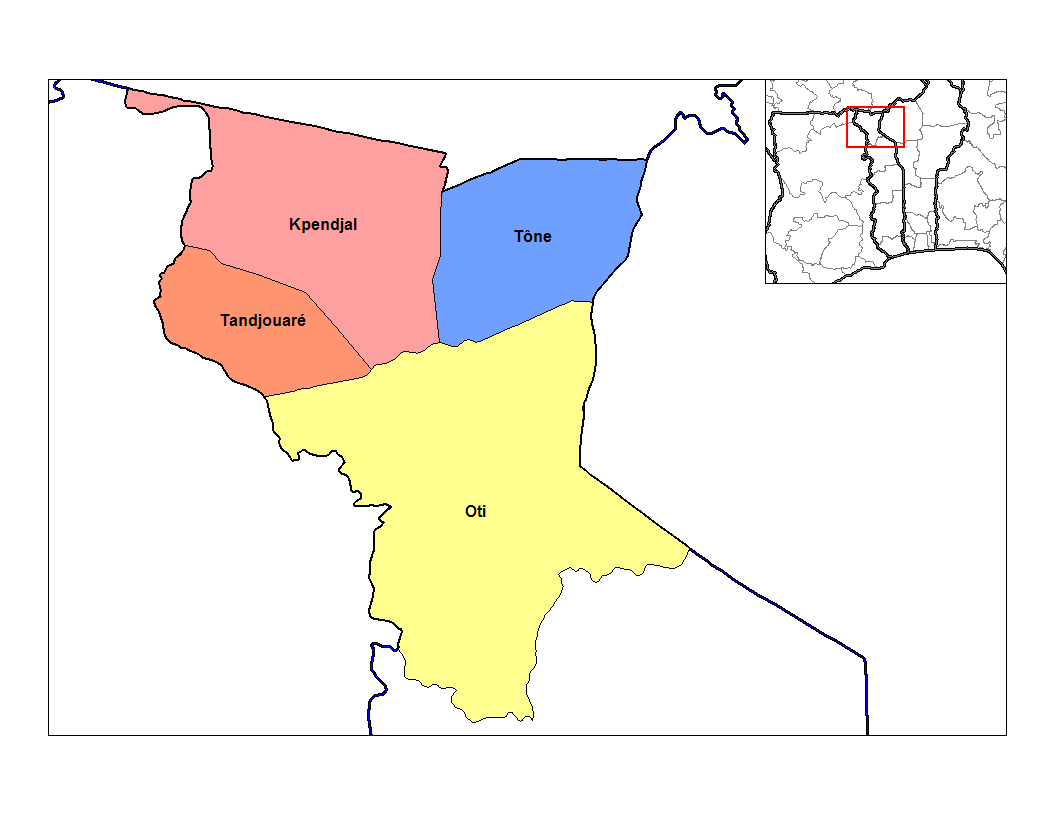
Mapa de las prefecturas de la región de las Sabanas, antes de la elevación de Cinkassé a prefectura.

La región se divide en cinco prefecturas:
- Prefectura de Tône (chef-lieu: Dapaong)
- Prefectura de Oti (chef-lieu: Mango)
- Prefectura de Kpendjal (chef-lieu: Mandouri)
- Prefectura de Tandjouaré (chef-lieu: Tandjouaré)
- Prefectura de Cinkassé (chef-lieu: Cinkassé)

## Otras localidades
Otras localidades aparte de los chefs-lieux:
| - Bagré - Barkoisi - Borgou - Bombouaka - Cinkassé - Gando | - Korbongou - Koutiatialbo - Lokpano - Nano - Nammjoni - Namoudjoga - Ouarkambou | - Takpamba - Tamatougou - Tampialeme - Tchanaga - Timbou - Vavou |